# Liste der Kulturdenkmäler in Alsheim
In der Liste der Kulturdenkmäler in Alsheim sind alle Kulturdenkmäler der rheinland-pfälzischen Ortsgemeinde Alsheim einschließlich des Ortsteils Hangen-Wahlheim aufgeführt. Grundlage ist die Denkmalliste des Landes Rheinland-Pfalz (Stand: 25. März 2025).

## Denkmalzonen
| Bezeichnung                    | Lage                                                              | Baujahr                            | Beschreibung | Bild                           |
| ------------------------------ | ----------------------------------------------------------------- | ---------------------------------- | --- | ------------------------------ |
| Denkmalzone Bachstraße 39      | Alsheim, Bachstraße 39 Lage                                       | um 1830/40                         | klassizistischer Vierseithof, um 1830/40; ursprünglich eingeschossiges Wohnhaus des 18. Jahrhunderts                    | BW                             |
| Denkmalzone Alter Friedhof     | Alsheim, Raiffeisenstraße Lage                                    | zweite Hälfte des 19. Jahrhunderts | Lindenallee, Grabsteine aus der zweiten Hälfte des 19. Jahrhunderts bis um 1930                                         | Fotos hochladen                |
| Denkmalzone Jüdischer Friedhof | Alsheim, östlich des Ortes an der L 438 (Gimbsheimer Straße) Lage | Zweite Hälfte des 19. Jahrhunderts | eingefasstes Areal mit zwei Toren, Grabsteine aus der zweiten Hälfte des 19. und der ersten Hälfte des 20. Jahrhunderts | weitere Bilder Fotos hochladen |

## Einzeldenkmäler
| Bezeichnung                               | Lage                                                                                                 | Baujahr                     | Beschreibung | Bild                           |
| ----------------------------------------- | --- | --------------------------- | --- | ------------------------------ |
| Katholische Pfarrkirche Mariä Himmelfahrt | Alsheim, Bachstraße 2 Lage                                                                           | Anfang des 16. Jahrhunderts | barocker Saalbau, spätgotischer Chor, Anfang des 16. Jahrhunderts; klassizistische Grabmäler; Kriegerdenkmal 1914/18, Kreuzigungsgruppe                                                                                           | weitere Bilder Fotos hochladen |
| Wohnhaus                                  | Alsheim, Bachstraße 12 Lage                                                                          | 18. Jahrhundert             | eingeschossiger barocker abgewalmter Mansarddachbau, 18. Jahrhundert; Hofpforte, bezeichnet 1715 | BW                             |
| Wohnhaus                                  | Alsheim, Bachstraße 20 Lage                                                                          | Mitte des 18. Jahrhunderts  | eingeschossiger barocker Mansardwalmdachbau, Mitte des 18. Jahrhunderts | BW                             |
| Wohnhaus                                  | Alsheim, Bachstraße 33 Lage                                                                          | 1807                        | stattlicher neubarocker Mansardwalmdachbau, bezeichnet 1807, im Kern älter | BW                             |
| Wohnhaus                                  | Alsheim, Bachstraße 34 Lage                                                                          | um 1860                     | Walmdachbau, um 1860 | BW                             |
| Palmenhof                                 | Alsheim, Bachstraße 36 Lage                                                                          | 1911                        | neubarocker Mansarddachbau, bezeichnet 1911, mit Jugendstil-Ausstattung; Backhaus-Keilstein, bezeichnet 1779 | BW                             |
| Rathaus                                   | Alsheim, Bachstraße 37 Lage                                                                          | 18. Jahrhundert             | barocker Mansardwalmdachbau, teilweise Fachwerk, 1739 | weitere Bilder Fotos hochladen |
| Hofanlage                                 | Alsheim, Bachstraße 40 Lage                                                                          | 1860                        | Hakenhof; spätklassizistische Wohnhaus, um 1860; Scheune, 17. Jahrhundert | BW                             |
| Hofanlage                                 | Alsheim, Bachstraße 42 Lage                                                                          | 18. Jahrhundert             | Vierseithof; Fachwerkhaus, Walmdach, im Kern aus dem 18. Jahrhundert; Hofpforte, bezeichnet 1719; Wirtschaftsgebäude, 19. Jahrhundert                                                                                             | BW                             |
| Wohnhaus                                  | Alsheim, Bachstraße 51 Lage                                                                          | 1764                        | barockes Fachwerkhaus, teilweise massiv, bezeichnet 1764, Wirtschaftsgebäude mit Kreuzgewölbestall; bauliche Gesamtanlage | BW                             |
| Wohnhaus                                  | Alsheim, Bachstraße 53 Lage                                                                          | 1788                        | spätbarocker Krüppelwalmdachbau, bezeichnet 1788 | BW                             |
| Wohnhaus                                  | Alsheim, Kesselgasse 1 Lage                                                                          | 18. Jahrhundert             | eingeschossiger barocker Mansardwalmdachbau, 18. Jahrhundert | BW                             |
| Hofanlage                                 | Alsheim, Kesselgasse 12 Lage                                                                         | 1920er Jahre                | neubarocke Hofanlage, 1920er Jahre; herrschaftlicher Ziegelbau, Wirtschaftsgebäude teilweise Fachwerk; bauliche Gesamtanlage | BW                             |
| Domhof                                    | Alsheim, Langgasse 1 Lage                                                                            | 1760                        | eingeschossiger barocker Krüppelwalmdachbau, bezeichnet 1760, Kellerabgang einer Scheune bezeichnet 1717, übrige Wirtschaftsgebäude aus dem 19. Jahrhundert; rückwärtig Garten; bauliche Gesamtanlage; ortsbildprägend            | BW                             |
| Kelterhaus                                | Alsheim, Mehlpfortstraße 14 Lage                                                                     | 18. Jahrhundert             | ehemaliges Kelterhaus; barocker Mansarddachbau, teilweise Fachwerk, 18. Jahrhundert | BW                             |
| Wohnhaus                                  | Alsheim, Mittelgasse 5 Lage                                                                          | um 1750/60                  | spätbarocker Krüppelwalmdachbau, teilweise Fachwerk, um 1750/60; ortsbildprägend | Fotos hochladen                |
| Neidkopf                                  | Alsheim, Mühlstraße, an Nr. 16 Lage                                                                  | 17. Jahrhundert             | barocker Neidkopf, wohl aus dem 17. Jahrhundert | Fotos hochladen                |
| Evangelische Pfarrkirche                  | Alsheim, Mühlstraße 35 Lage                                                                          | um 1200                     | ehemals St. Bonifatius; romanischer Saalbau, um 1200, im 18. Jahrhundert barock überformt, 1874 verändert; Friedhof mit Grabsteinen des 18. und 19. Jahrhunderts, Kriegerdenkmal 1914/18, neuklassizistische Anlage, 1920er Jahre | weitere Bilder Fotos hochladen |
| Ullnersches Gut                           | Alsheim, Oberdorfstraße 43 Lage                                                                      | um 1800                     | sogenanntes Schloss; Hofanlage; herrschaftlicher barocker Mansardwalmdachbau, gegen 1800, Wirtschaftsgebäude | BW                             |
| Heiligenhäuschen                          | Alsheim, westlich des Ortes an der Gemarkungsgrenze mit Dorn-Dürkheim; Flur Am Heiligenhäuschen Lage | 1440                        | bildstockartiger Pfeiler, angeblich 1440 oder 1471 erstmals erwähnt, renoviert 1975 | BW                             |
| Wasserbehälter                            | Alsheim, westlich des Ortes an der L 438 Lage                                                        | 1905                        | Wasserbehälter, Jugendstil-Typenbau mit Sandsteinfassade, bezeichnet 1905 | BW                             |
| Kirche St. Magdalena                      | Hangen-Wahlheim Lage                                                                                 | um 1300                     | Kirchenruine, Umfassungsmauern eines spätgotisch überformten Saalbaus des späten 13. oder frühen 14. Jahrhunderts; auf dem Kirchhof Grabkreuze, 18. und 19. Jahrhundert                                                           | Fotos hochladen                |
| Wasserbehälter                            | Hangen-Wahlheim, westlich des Ortes; Flur An der Kühhohl Lage                                        | um 1905                     | Jugendstiltypenbau im sogenannten Zyklopenstil, um 1905 | Fotos hochladen                |